# マルコー・カーロイ
イタリアでカルロ・マルコ(Carlo Marco il Vecchio)と呼ばれたマルコー・カーロイ（Markó Károly、1791年9月25日 - 1860年11月19日）はハンガリー生まれの風景画家である。1832年から主にイタリアで活動した。同名の画家の息子( Markó Károly il Giovane:1822–1891)と区別するために「il Vecchio(the Elder)」が付加されることもある。

## 略歴
現在のスロバキアのレヴォチャで生まれた。10代になったころには絵画に興味があったが、1812年から1818年までペシュトやクルジュ＝ナポカでエンジニアとして修業をし、スタラー・リュボフニャやロジュニャバで技師として働いた。ロジュニャバで絵を描き始め、1818年にペシュトに移り、絵を学び4年後、ウィーンに移りウィーン美術アカデミーに入学し、歴史画や風景画を学んだ。
1826年からアイゼンシュタットに住み、画商の依頼でエステルハージ宮殿の美術品の模写をした。地方の銀行家の支援を受けるようになり、ハンガリーのヴィシェグラードで風景画を描き、この絵はよく知られている作品になった。
1832年からイタリアを旅し、フィレンチェ、ヴェネツィア、ボローニャ、ローマを訪れた。ローマでは画家のヨーゼフ・アントン・コッホや彫刻家のベルテル・トルバルセンと知り合い、オーストリアやイタリアの貴族から仕事を得た。1838年にローマでマラリアにかかり、ピサに移った。1840年にフィレンチェの美術アカデミーの教授に選ばれた。フィレンツェで人気のある画家になり、フィレンツェに定住し、ハンガリーには、1853年に一度帰っただけだった。
フィレンチェで没した。息子のマルコー・カーロイ(Markó Károly（il Giovane):1822–1891)、 マルコー・アンドラーシュ(Markó András: 1824–1895)、マルコー・フェレンツ(Markó Ferenc: 1832–1874)も画家になった。

## 作品

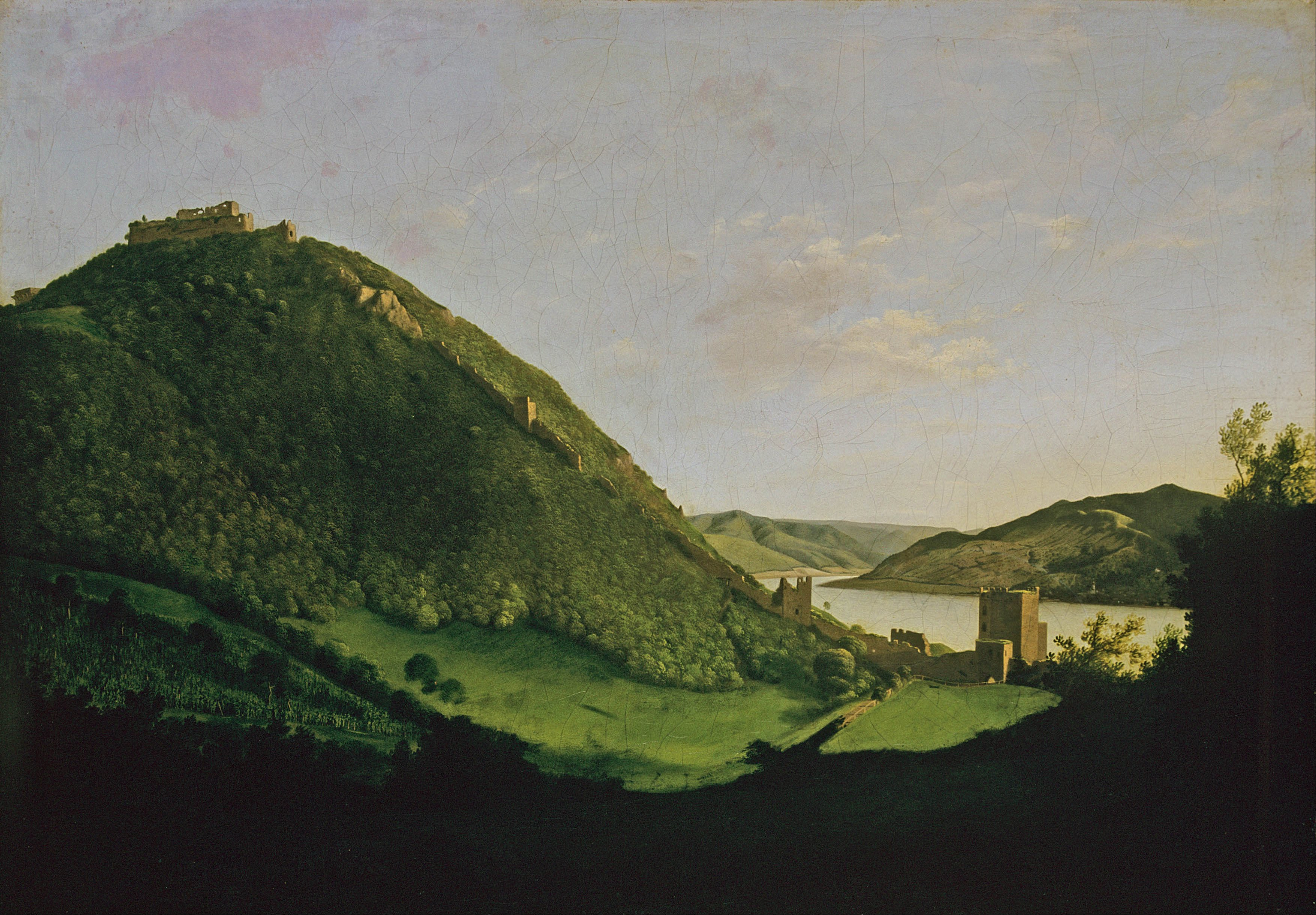
ヴィシェグラード(1826)
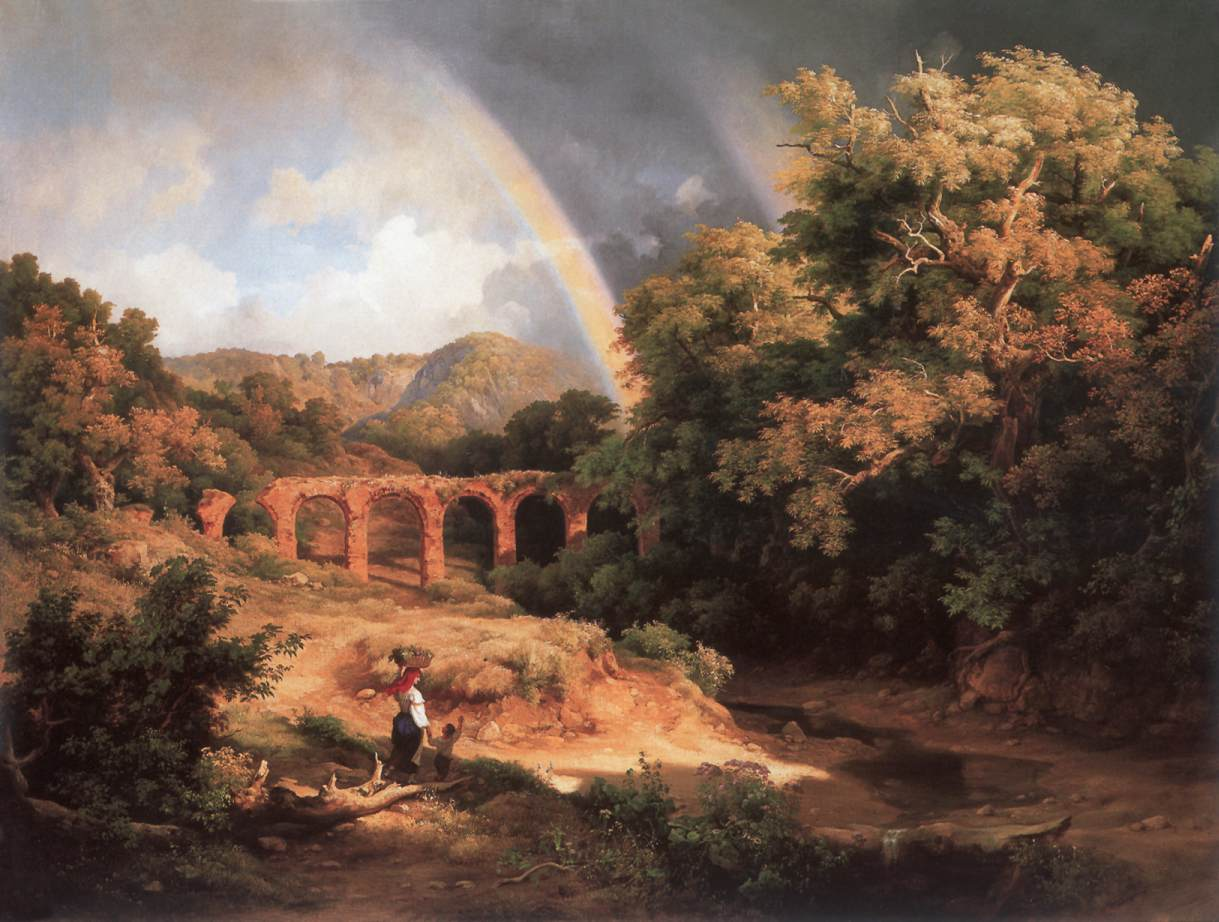
虹のかかったイタリアの風景(1838)
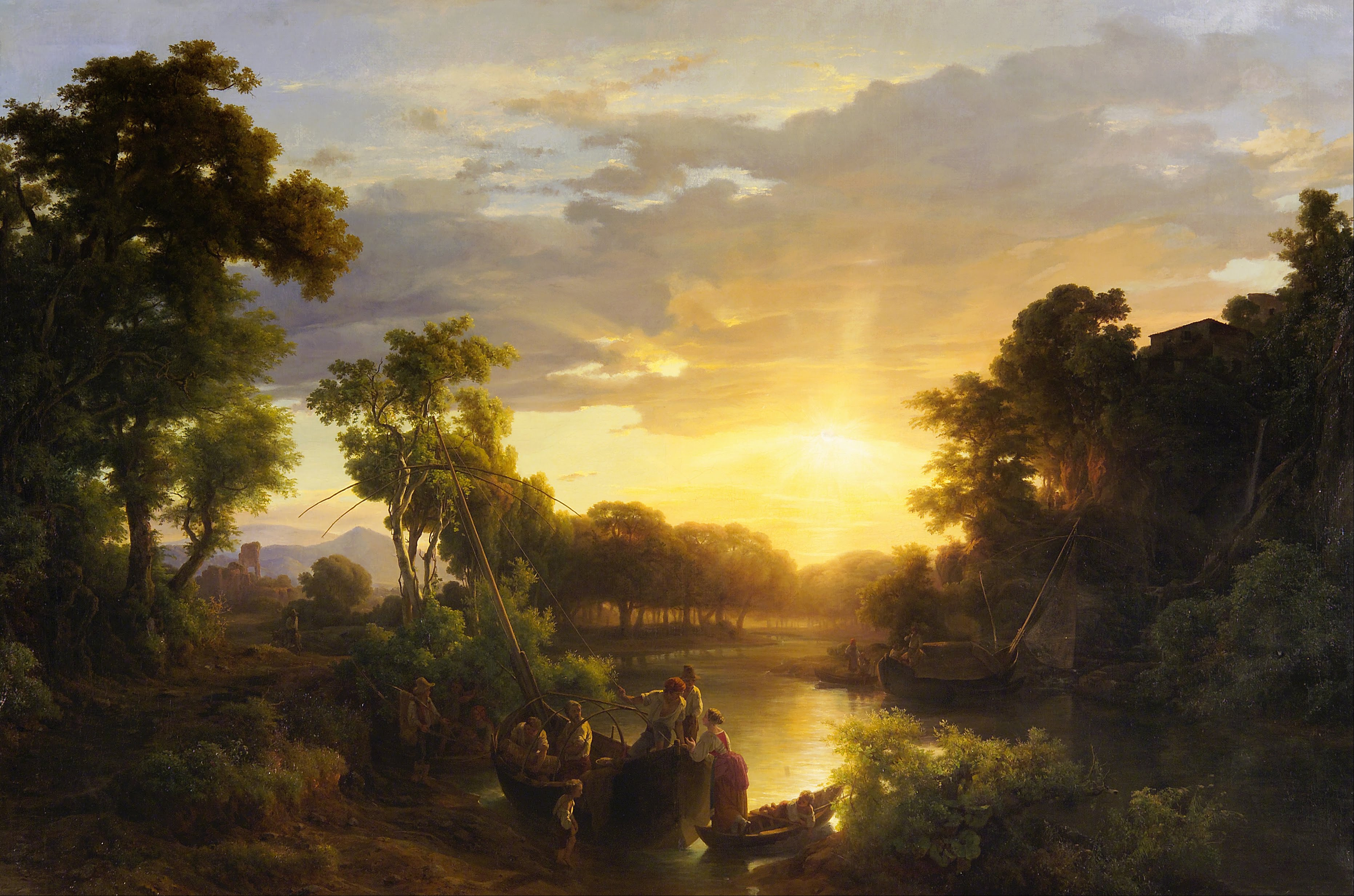
夕暮れのイタリアの風景と漁師(1851)
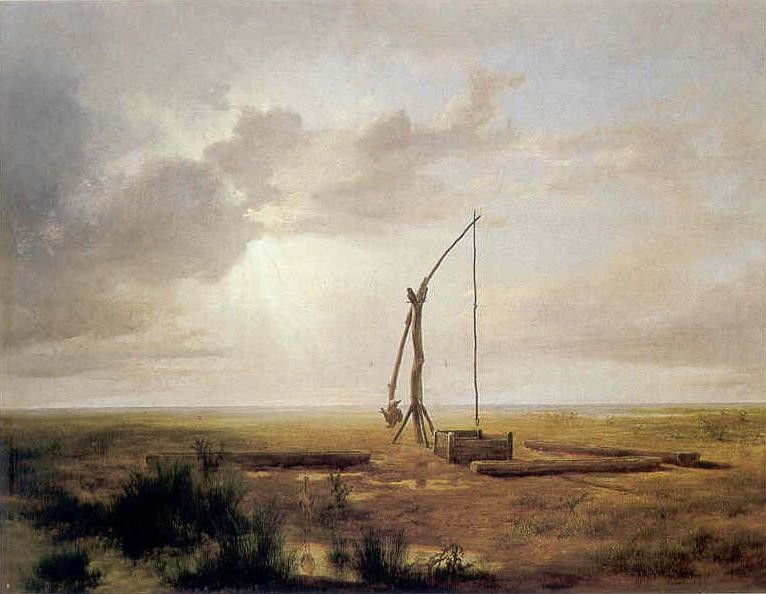
ハンガリー平原の井戸(1858)